# Liste der denkmalgeschützten Objekte in Kremnica
Die Liste der denkmalgeschützten Objekte in Kremnica enthält die 168 nach slowakischen Denkmalschutzvorschriften geschützten Objekte in der Gemeinde Kremnica im Okres Žiar nad Hronom.

## Denkmäler
| Foto |                 | Denkmal / č. ÚZPF                                  | Standort / Konskr. Nr.                                     | Offizielle Beschreibung                                  | Beschreibung | Metadaten                                                                     |
| ---- | --------------- | -------------------------------------------------- | ---------------------------------------------------------- | -------------------------------------------------------- | --- | ----------------------------------------------------------------------------- |
|      | Datei hochladen | Denkmal(sk) ObjektID: 613-11476/0                  | KG: Kremnica Konskr.Nr.:                                   | Lotrinský František-návšt - návšteva Fr.Lotrinského 1751 | für den Besuch des František Lotrinský | č. NKP: 613-11476/0 Stand des NKP: 2012-02-08 Name: POMNÍK                    |
| BW   | Datei hochladen | Kalvaria(sk) ObjektID: 613-1239/0                  | Standort KG: Kremnica Konskr.Nr.:                          | Panna Mária - Gerichtskapelle                            | Jungfrau Maria | č. NKP: 613-1239/0 Stand des NKP: 2012-02-08 Name: BOŽIA MUKA                 |
|      | Datei hochladen | Denkmal(sk) ObjektID: 613-1294/0                   | KG: Kremnica Konskr.Nr.:                                   | padlí v SNP 44 - Popravení úcast.SNP                     | für 44 Gefallene des Nationalaufstandes | č. NKP: 613-1294/0 Stand des NKP: 2012-02-08 Name: POMNÍK                     |
|      | Datei hochladen | Denkmal(sk) ObjektID: 613-1295/0                   | KG: Kremnica Konskr.Nr.:                                   | padlí v SNP - Popravení ucast.SNP                        | für die Gefallenen des Nationalaufstandes | č. NKP: 613-1295/0 Stand des NKP: 2012-02-08 Name: POMNÍK                     |
|      | Datei hochladen | Säule neben der Straße(sk) ObjektID: 613-2319/0    | KG: Kremnica Konskr.Nr.:                                   | prícestný - Fernkreuz                                    | | č. NKP: 613-2319/0 Stand des NKP: 2012-02-08 Name: STLP PRÍCESTNÝ             |
| BW   | Datei hochladen | Denkmal(sk) ObjektID: 613-2598/0                   | Standort KG: Kremnica Konskr.Nr.:                          | návšteva palatína - Návšteva palat.1798                  | für den Besuch des Palatins | č. NKP: 613-2598/0 Stand des NKP: 2012-02-08 Name: PAMÄTNÍK                   |
|      | Datei hochladen | Denkmal(sk) ObjektID: 613-2599/0                   | KG: Kremnica Konskr.Nr.:                                   | Jozef II.-návšteva - 1741-1790                           | für den Besuch von Jozef II. | č. NKP: 613-2599/0 Stand des NKP: 2012-02-08 Name: PAMÄTNÍK                   |
| BW   | Datei hochladen | Stollen(sk) ObjektID: 613-2720/0                   | Standort KG: Kremnica Konskr.Nr.:                          | Štôlna Václav-sever                                      | Václav-Nord | č. NKP: 613-2720/0 Stand des NKP: 2012-02-08 Name: ŠTÔLNA                     |
| BW   | Datei hochladen | Stollen(sk) ObjektID: 613-2721/0                   | Standort KG: Kremnica Konskr.Nr.:                          | Štôlna Václav-stred                                      | Václav-Zentrum | č. NKP: 613-2721/0 Stand des NKP: 2012-02-08 Name: ŠTÔLNA                     |
| BW   | Datei hochladen | Schacht(sk) ObjektID: 613-2722/0                   | Standort KG: Kremnica Konskr.Nr.:                          | Šachta Mária                                             | Maria | č. NKP: 613-2722/0 Stand des NKP: 2012-02-08 Name: ŠACHTA                     |
| BW   | Datei hochladen | Schacht(sk) ObjektID: 613-2723/0                   | Standort KG: Kremnica Konskr.Nr.:                          | Šachta Leopold                                           | Leopold | č. NKP: 613-2723/0 Stand des NKP: 2012-02-08 Name: ŠACHTA                     |
| BW   | Datei hochladen | Stollen(sk) ObjektID: 613-2724/0                   | Standort KG: Kremnica Konskr.Nr.:                          | Štôlna Václav-juh                                        | Václav-Süd | č. NKP: 613-2724/0 Stand des NKP: 2012-02-08 Name: ŠTÔLNA                     |
| BW   | Datei hochladen | Stollen(sk) ObjektID: 613-2725/0                   | Standort KG: Kremnica Konskr.Nr.:                          | Štôlna Šturec (Šlak)                                     | Šturec | č. NKP: 613-2725/0 Stand des NKP: 2012-02-08 Name: ŠTÔLNA                     |
| BW   | Datei hochladen | Schacht(sk) ObjektID: 613-2726/0                   | Standort KG: Kremnica Konskr.Nr.:                          | Šachta Mikuláš                                           | Nikolaus | č. NKP: 613-2726/0 Stand des NKP: 2012-02-08 Name: ŠACHTA                     |
| BW   | Datei hochladen | Schacht(sk) ObjektID: 613-2727/0                   | Standort KG: Kremnica Konskr.Nr.:                          | Šachta Klinger                                           | Klinger | č. NKP: 613-2727/0 Stand des NKP: 2012-02-08 Name: ŠACHTA                     |
| ja   | Datei hochladen | Denkmal(sk) ObjektID: 613-2911/0                   | Standort KG: Kremnica Konskr.Nr.:                          | padlí II.sv.v.-80 - Padlým obcanom mesta                 | für die Gefallenen Bürger der Stadt im WK II                                                                                                   | č. NKP: 613-2911/0 Stand des NKP: 2012-02-08 Name: POMNÍK                     |
|      | Datei hochladen | Gedenkbereich(sk) ObjektID: 613-3024/1             | KG: Kremnica Konskr.Nr.:                                   | obranná línia                                            | für die Verteidigungslinie | č. NKP: 613-3024/1 Stand des NKP: 2012-02-08 Name: PRIESTOR PAMÄTNÝ           |
|      | Datei hochladen | Gedenktafel(sk) ObjektID: 613-3024/2               | KG: Kremnica Konskr.Nr.:                                   | obranná línia                                            | für die Verteidigungslinie | č. NKP: 613-3024/2 Stand des NKP: 2012-02-08 Name: TABULA PAMÄTNÁ             |
| BW   | Datei hochladen | Bergbauhaus(sk) ObjektID: 613-2311/0               | Angyalova ul. 40 Standort KG: Kremnica Konskr.Nr.: 494     | banícky pavlacový dom                                    | Mehrfamilienhaus | č. NKP: 613-2311/0 Stand des NKP: 2012-02-08 Name: DOM BANÍCKY                |
|      | Datei hochladen | schwimmende Mühle(sk) ObjektID: 613-2718/1         | Banská cesta KG: Kremnica Konskr.Nr.: 1402                 | St.hala+dopr.chodba+most                                 | Halle Korridor + Brücke | č. NKP: 613-2718/1 Stand des NKP: 2012-02-08 Name: MLYNICA S FLOTÁCIOU        |
|      | Datei hochladen | Schmelze mit Labor(sk) ObjektID: 613-2718/2        | Banská cesta KG: Kremnica Konskr.Nr.: 1404                 | Taviaren a laboratórium                                  | Schmelzbetrieb und Labor | č. NKP: 613-2718/2 Stand des NKP: 2012-02-08 Name: TAVIAREN S LABORATÓRIOM    |
| BW   | Datei hochladen | Straßenbrücke(sk) ObjektID: 613-2729/0             | Banská cesta 0 Standort KG: Kremnica Konskr.Nr.:           | kamenný                                                  | steinerne | č. NKP: 613-2729/0 Stand des NKP: 2012-02-08 Name: MOST CESTNÝ                |
| BW   | Datei hochladen | Förderturm(sk) ObjektID: 613-2716/1                | Banská cesta 27 Standort KG: Kremnica Konskr.Nr.: 803      | Šachta Ludovika                                          | am Schacht Ludwig | č. NKP: 613-2716/1 Stand des NKP: 2012-02-08 Name: VEŽA TAŽNÁ                 |
| BW   | Datei hochladen | Mahlwerk(sk) ObjektID: 613-2716/4                  | Banská cesta 27 Standort KG: Kremnica Konskr.Nr.: 803      | Drviaren rúd                                             | Erzmühle | č. NKP: 613-2716/4 Stand des NKP: 2012-02-08 Name: DRVIAREN                   |
| BW   | Datei hochladen | Verwaltungsgebäude(sk) ObjektID: 613-3388/0        | Banská cesta 39 Standort KG: Kremnica Konskr.Nr.: 807      |                                                          | | č. NKP: 613-3388/0 Stand des NKP: 2012-02-08 Name: BUDOVA ADMINISTRATÍVNA     |
|      | Datei hochladen | KLOPACKA ObjektID: 613-2719/0                      | Banská cesta 45-47 KG: Kremnica Konskr.Nr.: 810            |                                                          | | č. NKP: 613-2719/0 Stand des NKP: 2012-02-08 Name: KLOPACKA                   |
| BW   | Datei hochladen | Kapelle neben der Straße(sk) ObjektID: 613-11370/1 | Banská cesta 0 Standort KG: Kremnica Konskr.Nr.: 1180      | Panna Mária - Banícka kaplnka                            | Jungfrau Maria - Bergbaukapelle | č. NKP: 613-11370/1 Stand des NKP: 2012-02-08 Name: KAPLNKA PRÍCESTNÁ         |
|      | Datei hochladen | Sparkasse(sk) ObjektID: 613-11370/2                | Banská cesta 0 KG: Kremnica Konskr.Nr.:                    | kamenná - Banícka pokladnicka                            | steinerne - Bergbausparkasse | č. NKP: 613-11370/2 Stand des NKP: 2012-02-08 Name: POKLADNICKA               |
|      | Datei hochladen | Gedenkvilla(sk) ObjektID: 613-2758/1               | Bystrická ul. 24 KG: Kremnica Konskr.Nr.: 486              | Angyal V. a G. - 1888-1956,výtvarník                     | für Gejza Angyal, Maler und Grafiker | č. NKP: 613-2758/1 Stand des NKP: 2012-02-08 Name: VILA PAMÄTNÁ               |
|      | Datei hochladen | Gartenlaube(sk) ObjektID: 613-2758/2               | Bystrická ul. KG: Kremnica Konskr.Nr.:                     |                                                          | | č. NKP: 613-2758/2 Stand des NKP: 2012-02-08 Name: ALTÁNOK                    |
|      | Datei hochladen | Bergbauhaus(sk) ObjektID: 613-2308/0               | Bystrická ul. 30 KG: Kremnica Konskr.Nr.: 489              |                                                          | | č. NKP: 613-2308/0 Stand des NKP: 2012-02-08 Name: DOM BANÍCKY                |
|      | Datei hochladen | Bergbauhaus(sk) ObjektID: 613-2310/0               | Bystrická ul. 80 KG: Kremnica Konskr.Nr.: 514              |                                                          | | č. NKP: 613-2310/0 Stand des NKP: 2012-02-08 Name: DOM BANÍCKY                |
|      | Datei hochladen | Kalvaria(sk) ObjektID: 613-2928/0                  | Bystrická ul.,Part.dol. 0 KG: Kremnica Konskr.Nr.:         |                                                          | | č. NKP: 613-2928/0 Stand des NKP: 2012-02-08 Name: BOŽIA MUKA                 |
| ja   | Datei hochladen | Statue(sk) ObjektID: 613-2318/0                    | Dolná ul. Standort KG: Kremnica Konskr.Nr.:                | sv.Ján Nepomucký                                         | St. Johannes Nepomuk | č. NKP: 613-2318/0 Stand des NKP: 2012-02-08 Name: SOCHA                      |
| ja   | Datei hochladen | Bürgerhaus(sk) ObjektID: 613-3179/0                | Dolná ul. 1 Standort KG: Kremnica Konskr.Nr.: 39           | nárožný                                                  | Eckhaus | č. NKP: 613-3179/0 Stand des NKP: 2012-02-08 Name: DOM MEŠTIANSKY             |
| ja   | Datei hochladen | Bürgerhaus(sk) ObjektID: 613-3155/0                | Dolná ul. 2 Standort KG: Kremnica Konskr.Nr.: 67           | nárožný                                                  | Eckhaus | č. NKP: 613-3155/0 Stand des NKP: 2012-02-08 Name: DOM MEŠTIANSKY             |
| ja   | Datei hochladen | Bürgerhaus(sk) ObjektID: 613-3156/0                | Dolná ul. 4 Standort KG: Kremnica Konskr.Nr.: 68           | radový - Penzión Veža                                    | Reihenhaus, Pension Turm | č. NKP: 613-3156/0 Stand des NKP: 2012-02-08 Name: DOM MEŠTIANSKY             |
| ja   | Datei hochladen | Bürgerhaus(sk) ObjektID: 613-3178/0                | Dolná ul. 5 Standort KG: Kremnica Konskr.Nr.: 41           | radový - Židovská modlitebna                             | Reihenhaus, jüdisches Gebetshaus | č. NKP: 613-3178/0 Stand des NKP: 2012-02-08 Name: DOM MEŠTIANSKY             |
| ja   | Datei hochladen | Bürgerhaus(sk) ObjektID: 613-3157/0                | Dolná ul. 6 Standort KG: Kremnica Konskr.Nr.: 69           | radový                                                   | Reihenhaus | č. NKP: 613-3157/0 Stand des NKP: 2012-02-08 Name: DOM MEŠTIANSKY             |
| ja   | Datei hochladen | Bürgerhaus(sk) ObjektID: 613-3177/0                | Dolná ul. 7 Standort KG: Kremnica Konskr.Nr.: 42           | radový                                                   | Reihenhaus | č. NKP: 613-3177/0 Stand des NKP: 2012-02-08 Name: DOM MEŠTIANSKY             |
| ja   | Datei hochladen | Bürgerhaus(sk) ObjektID: 613-3158/0                | Dolná ul. 8 Standort KG: Kremnica Konskr.Nr.: 70           | radový                                                   | Reihenhaus | č. NKP: 613-3158/0 Stand des NKP: 2012-02-08 Name: DOM MEŠTIANSKY             |
| ja   | Datei hochladen | Bürgerhaus(sk) ObjektID: 613-3176/0                | Dolná ul. 9 Standort KG: Kremnica Konskr.Nr.: 43           | nárožný                                                  | Eckhaus | č. NKP: 613-3176/0 Stand des NKP: 2012-02-08 Name: DOM MEŠTIANSKY             |
| ja   | Datei hochladen | Bürgerhaus(sk) ObjektID: 613-3182/0                | Dolná ul. 10 Standort KG: Kremnica Konskr.Nr.: 71          | radový                                                   | Reihenhaus | č. NKP: 613-3182/0 Stand des NKP: 2012-02-08 Name: DOM MEŠTIANSKY             |
| ja   | Datei hochladen | Bürgerhaus(sk) ObjektID: 613-3175/0                | Dolná ul. 11 Standort KG: Kremnica Konskr.Nr.: 44          | solitér                                                  | | č. NKP: 613-3175/0 Stand des NKP: 2012-02-08 Name: DOM MEŠTIANSKY             |
| ja   | Datei hochladen | Bürgerhaus(sk) ObjektID: 613-3159/0                | Dolná ul. 12 Standort KG: Kremnica Konskr.Nr.: 72          | radový                                                   | Reihenhaus | č. NKP: 613-3159/0 Stand des NKP: 2012-02-08 Name: DOM MEŠTIANSKY             |
| ja   | Datei hochladen | Bürgerhaus(sk) ObjektID: 613-3174/0                | Dolná ul. 13 Standort KG: Kremnica Konskr.Nr.: 45          | radový                                                   | Reihenhaus | č. NKP: 613-3174/0 Stand des NKP: 2012-02-08 Name: DOM MEŠTIANSKY             |
| ja   | Datei hochladen | Gedenkbürgerhaus(sk) ObjektID: 613-2914/1          | Dolná ul. 14 Standort KG: Kremnica Konskr.Nr.: 73          | nárožný,SNP                                              | für den Nationalaufstand, Reihenhaus | č. NKP: 613-2914/1 Stand des NKP: 2012-02-08 Name: DOM MEŠTIANSKY PAMÄTNÝ     |
| ja   | Datei hochladen | Gedenktafel(sk) ObjektID: 613-2914/2               | Dolná ul. 14 Standort KG: Kremnica Konskr.Nr.: 73          | partizánska brigáda                                      | für die Partisanenbrigaden | č. NKP: 613-2914/2 Stand des NKP: 2012-02-08 Name: TABULA PAMÄTNÁ             |
| ja   | Datei hochladen | Bürgerhaus(sk) ObjektID: 613-3173/0                | Dolná ul. 15 Standort KG: Kremnica Konskr.Nr.: 46          | radový                                                   | Reihenhaus | č. NKP: 613-3173/0 Stand des NKP: 2012-02-08 Name: DOM MEŠTIANSKY             |
| ja   | Datei hochladen | Bürgerhaus(sk) ObjektID: 613-3161/0                | Dolná ul. 16 Standort KG: Kremnica Konskr.Nr.: 74          | radový                                                   | Reihenhaus | č. NKP: 613-3161/0 Stand des NKP: 2012-02-08 Name: DOM MEŠTIANSKY             |
| ja   | Datei hochladen | Bürgerhaus(sk) ObjektID: 613-3162/0                | Dolná ul. 18 Standort KG: Kremnica Konskr.Nr.: 75          | radový                                                   | Reihenhaus | č. NKP: 613-3162/0 Stand des NKP: 2012-02-08 Name: DOM MEŠTIANSKY             |
| ja   | Datei hochladen | Bürgerhaus(sk) ObjektID: 613-3172/0                | Dolná ul. 19 Standort KG: Kremnica Konskr.Nr.: 48          | solitér - Štanclovský dom                                | Haus Štanclov | č. NKP: 613-3172/0 Stand des NKP: 2012-02-08 Name: DOM MEŠTIANSKY             |
| ja   | Datei hochladen | Bürgerhaus(sk) ObjektID: 613-3163/0                | Dolná ul. 20 Standort KG: Kremnica Konskr.Nr.: 76          | radový - dom Kamenský                                    | Reihenhaus, Kamenský | č. NKP: 613-3163/0 Stand des NKP: 2012-02-08 Name: DOM MEŠTIANSKY             |
| ja   | Datei hochladen | Krankenhaus(sk) ObjektID: 613-2314/1               | Dolná ul. 21 Standort KG: Kremnica Konskr.Nr.: 49          |                                                          | | č. NKP: 613-2314/1 Stand des NKP: 2012-02-08 Name: ŠPITÁL                     |
| ja   | Datei hochladen | Kirche(sk) ObjektID: 613-2314/2                    | Dolná ul. 21 Standort KG: Kremnica Konskr.Nr.: 1347        | r.k.sv.Alžbety                                           | römisch-katholische Kirche St. Elisabeth | č. NKP: 613-2314/2 Stand des NKP: 2012-02-08 Name: KOSTOL                     |
| ja   | Datei hochladen | Bürgerhaus(sk) ObjektID: 613-3164/0                | Dolná ul. 24 Standort KG: Kremnica Konskr.Nr.: 78          | radový                                                   | Reihenhaus | č. NKP: 613-3164/0 Stand des NKP: 2012-02-08 Name: DOM MEŠTIANSKY             |
| ja   | Datei hochladen | Bürgerhaus(sk) ObjektID: 613-3166/0                | Dolná ul. 28 Standort KG: Kremnica Konskr.Nr.:             | radový                                                   | Reihenhaus | č. NKP: 613-3166/0 Stand des NKP: 2012-02-08 Name: DOM MEŠTIANSKY             |
| ja   | Datei hochladen | Bürgerhaus(sk) ObjektID: 613-3167/0                | Dolná ul. 30 Standort KG: Kremnica Konskr.Nr.: 81          | radový                                                   | Reihenhaus | č. NKP: 613-3167/0 Stand des NKP: 2012-02-08 Name: DOM MEŠTIANSKY             |
| ja   | Datei hochladen | Bürgerhaus(sk) ObjektID: 613-3168/0                | Dolná ul. 32 Standort KG: Kremnica Konskr.Nr.: 82          | radový                                                   | Reihenhaus | č. NKP: 613-3168/0 Stand des NKP: 2012-02-08 Name: DOM MEŠTIANSKY             |
| ja   | Datei hochladen | Bürgerhaus(sk) ObjektID: 613-3169/0                | Dolná ul. 34 Standort KG: Kremnica Konskr.Nr.: 83          | radový                                                   | Reihenhaus | č. NKP: 613-3169/0 Stand des NKP: 2012-02-08 Name: DOM MEŠTIANSKY             |
| ja   | Datei hochladen | Bürgerhaus(sk) ObjektID: 613-3170/0                | Dolná ul. 40 Standort KG: Kremnica Konskr.Nr.: 86          | radový                                                   | Reihenhaus | č. NKP: 613-3170/0 Stand des NKP: 2012-02-08 Name: DOM MEŠTIANSKY             |
| ja   | Datei hochladen | Bürgerhaus(sk) ObjektID: 613-3171/0                | Dolná ul. 48 Standort KG: Kremnica Konskr.Nr.: 95          | solitér                                                  | | č. NKP: 613-3171/0 Stand des NKP: 2012-02-08 Name: DOM MEŠTIANSKY             |
|      | Datei hochladen | Kraftwerk(sk) ObjektID: 613-2761/1                 | Dolná ul. 82 KG: Kremnica Konskr.Nr.:                      |                                                          | | č. NKP: 613-2761/1 Stand des NKP: 2012-02-08 Name: ELEKTRÁREN                 |
| BW   | Datei hochladen | Stollen(sk) ObjektID: 613-3387/0                   | Jula Horvátha ul. 4 Standort KG: Kremnica Konskr.Nr.:      | Horná dedicná štôlna                                     | oberer Erbstollen | č. NKP: 613-3387/0 Stand des NKP: 2012-02-08 Name: ŠTÔLNA                     |
| ja   | Datei hochladen | Bürgerhaus(sk) ObjektID: 613-3385/0                | Jula Horvátha ul. 6 Standort KG: Kremnica Konskr.Nr.: 888  | radový                                                   | Reihenhaus | č. NKP: 613-3385/0 Stand des NKP: 2012-02-08 Name: DOM MEŠTIANSKY             |
| ja   | Datei hochladen | Bürgerhaus(sk) ObjektID: 613-2306/0                | Jula Horvátha ul. 9 Standort KG: Kremnica Konskr.Nr.: 862  | solitér                                                  | | č. NKP: 613-2306/0 Stand des NKP: 2012-02-08 Name: DOM MEŠTIANSKY             |
| ja   | Datei hochladen | Schacht(sk) ObjektID: 613-3094/1                   | Jula Horvátha ul. 10 Standort KG: Kremnica Konskr.Nr.: 890 | Ferdinand - Šachta Ferdinand                             | Ferdinand | č. NKP: 613-3094/1 Stand des NKP: 2012-02-08 Name: ŠACHTA                     |
| ja   | Datei hochladen | Maschinenraum(sk) ObjektID: 613-3094/2             | Jula Horvátha ul. 10 Standort KG: Kremnica Konskr.Nr.: 891 | strojovna šachty Ferdinand                               | des Schachtes Ferdinand | č. NKP: 613-3094/2 Stand des NKP: 2012-02-08 Name: STROJOVNA                  |
| BW   | Datei hochladen | Bürgerhaus(sk) ObjektID: 613-3192/0                | Jula Horvátha ul. 13 Standort KG: Kremnica Konskr.Nr.: 864 | radový                                                   | Reihenhaus | č. NKP: 613-3192/0 Stand des NKP: 2012-02-08 Name: DOM MEŠTIANSKY             |
| BW   | Datei hochladen | Bürgerhaus(sk) ObjektID: 613-11491/0               | Jula Horvátha ul. 33 Standort KG: Kremnica Konskr.Nr.: 874 | solitér - Vítazkovský dom                                | Haus Vítazkov | č. NKP: 613-11491/0 Stand des NKP: 2012-02-08 Name: DOM MEŠTIANSKY            |
|      | Datei hochladen | Straßenbrücke(sk) ObjektID: 613-2730/0             | Jiráskova ul. 0 KG: Kremnica Konskr.Nr.:                   |                                                          | | č. NKP: 613-2730/0 Stand des NKP: 2012-02-08 Name: MOST CESTNÝ                |
| ja   | Datei hochladen | Statue(sk) ObjektID: 613-2317/0                    | Kollárova ul. Standort KG: Kremnica Konskr.Nr.:            | sv.Ján Nepomucký                                         | St. Johannes Nepomuk | č. NKP: 613-2317/0 Stand des NKP: 2012-02-08 Name: SOCHA                      |
| BW   | Datei hochladen | Bürgerhaus 1(sk) ObjektID: 613-2297/1              | Kollárova ul. 1 Standort KG: Kremnica Konskr.Nr.: 541      |                                                          | | č. NKP: 613-2297/1 Stand des NKP: 2012-02-08 Name: DOM MEŠTIANSKY I.          |
| ja   | Datei hochladen | Bürgerhaus 2(sk) ObjektID: 613-2297/2              | Kollárova ul. 3 Standort KG: Kremnica Konskr.Nr.: 542      |                                                          | | č. NKP: 613-2297/2 Stand des NKP: 2012-02-08 Name: DOM MEŠTIANSKY II.         |
| ja   | Datei hochladen | Gedenkschule(sk) ObjektID: 613-3025/1              | Kollárova ul. 7 Standort KG: Kremnica Konskr.Nr.: 544      | Kollár Ján - Býv.Kollárovo gymn.                         | für Ján Kollár, ehem. Kollárgymnasium | č. NKP: 613-3025/1 Stand des NKP: 2012-02-08 Name: ŠKOLA PAMÄTNÁ              |
| ja   | Datei hochladen | Gedenktafel(sk) ObjektID: 613-3025/2               | Kollárova ul. 7 Standort KG: Kremnica Konskr.Nr.: 544      | Kollár Ján - 1793-1852,básnik                            | für Ján Kollár, Dichter, der in Kremnica das Gymnasium besuchte                                                                                | č. NKP: 613-3025/2 Stand des NKP: 2012-02-08 Name: TABULA PAMÄTNÁ             |
| BW   | Datei hochladen | Bürgerhaus(sk) ObjektID: 613-3185/0                | Kollárova ul. 11 Standort KG: Kremnica Konskr.Nr.: 546     | radový                                                   | Reihenhaus | č. NKP: 613-3185/0 Stand des NKP: 2012-02-08 Name: DOM MEŠTIANSKY             |
| BW   | Datei hochladen | Bürgerhaus(sk) ObjektID: 613-3184/0                | Kollárova ul. 13 Standort KG: Kremnica Konskr.Nr.: 547     | nárožný                                                  | Eckhaus | č. NKP: 613-3184/0 Stand des NKP: 2012-02-08 Name: DOM MEŠTIANSKY             |
| BW   | Datei hochladen | Bergwerkshaus(sk) ObjektID: 613-2312/0             | Kollárova ul. 25 Standort KG: Kremnica Konskr.Nr.: 553     | drevený                                                  | hölzern | č. NKP: 613-2312/0 Stand des NKP: 2012-02-08 Name: DOM BANÍCKY                |
| ja   | Datei hochladen | Gymnasium(sk) ObjektID: 613-2316/0                 | Križkova ul. 4 Standort KG: Kremnica Konskr.Nr.: 390       |                                                          | | č. NKP: 613-2316/0 Stand des NKP: 2012-02-08 Name: GYMNÁZIUM                  |
| ja   | Datei hochladen | Bürgerhaus(sk) ObjektID: 613-2759/0                | Križkova ul. 6 Standort KG: Kremnica Konskr.Nr.: 391       | nárožný                                                  | Eckhaus | č. NKP: 613-2759/0 Stand des NKP: 2012-02-08 Name: DOM MEŠTIANSKY             |
| ja   | Datei hochladen | Bürgerhaus(sk) ObjektID: 613-3189/0                | Križkova ul. 7 Standort KG: Kremnica Konskr.Nr.: 384       | nárožný                                                  | Eckhaus | č. NKP: 613-3189/0 Stand des NKP: 2012-02-08 Name: DOM MEŠTIANSKY             |
| BW   | Datei hochladen | Schule(sk) ObjektID: 613-3190/0                    | Križkova ul. 8 Standort KG: Kremnica Konskr.Nr.: 392       |                                                          | | č. NKP: 613-3190/0 Stand des NKP: 2012-02-08 Name: ŠKOLA                      |
| ja   | Datei hochladen | Kirche(sk) ObjektID: 613-2313/1                    | Križkova ul. 12 Standort KG: Kremnica Konskr.Nr.: 394      | ev.a.v.                                                  | evangelische Kirche | č. NKP: 613-2313/1 Stand des NKP: 2012-02-08 Name: KOSTOL                     |
| ja   | Datei hochladen | Pfarrhof(sk) ObjektID: 613-2313/2                  | Križkova ul. 12 Standort KG: Kremnica Konskr.Nr.: 394      | ev.a.v. - Dnešná fara                                    | heutige evangelische Pfarrei | č. NKP: 613-2313/2 Stand des NKP: 2012-02-08 Name: FARA                       |
| ja   | Datei hochladen | Pfarrhof(sk) ObjektID: 613-2313/3                  | Križkova ul. 12 Standort KG: Kremnica Konskr.Nr.: 394      | ev.a.v. - Bývalá fara                                    | ehemalige evangelische Pfarrei | č. NKP: 613-2313/3 Stand des NKP: 2012-02-08 Name: FARA                       |
| ja   | Datei hochladen | Gedenkbürgerhaus(sk) ObjektID: 613-2303/1          | Križkova ul. 14 Standort KG: Kremnica Konskr.Nr.: 395      | Zechenter-Laskomerský G. - Pôsobisko G.Z.Laskomersk.     | für Gustáv Kazimír Zechenter-Laskomerský | č. NKP: 613-2303/1 Stand des NKP: 2012-02-08 Name: DOM MEŠTIANSKY PAMÄTNÝ     |
| BW   | Datei hochladen | Gedenktafel(sk) ObjektID: 613-2303/2               | Križkova ul. 14 Standort KG: Kremnica Konskr.Nr.: 395      | Zechenter-Laskomerský G. - 1824-1908,spisovat.,lekár     | für den Literaten Gustáv Kazimír Zechenter-Laskomerský                                                                                         | č. NKP: 613-2303/2 Stand des NKP: 2012-02-08 Name: TABULA PAMÄTNÁ             |
| ja   | Datei hochladen | Garten(sk) ObjektID: 613-2303/3                    | Križkova ul. 0 Standort KG: Kremnica Konskr.Nr.:           | Zechenterovská záhr.                                     | | č. NKP: 613-2303/3 Stand des NKP: 2012-02-08 Name: ZÁHRADA                    |
| ja   | Datei hochladen | Bürgerhaus(sk) ObjektID: 613-2304/0                | Križkova ul. 16 Standort KG: Kremnica Konskr.Nr.: 396      | solitér                                                  | | č. NKP: 613-2304/0 Stand des NKP: 2012-02-08 Name: DOM MEŠTIANSKY             |
| ja   | Datei hochladen | Gedenkbürgerhaus(sk) ObjektID: 613-2305/1          | Križkova ul. 18 Standort KG: Kremnica Konskr.Nr.: 397      | Križko Pavol - 1841-1902,archivár                        | für Pavol Križko, Historiker, Archivar und Lehrer                                                                                              | č. NKP: 613-2305/1 Stand des NKP: 2012-02-08 Name: DOM MEŠTIANSKY PAMÄTNÝ     |
| ja   | Datei hochladen | Gedenktafel(sk) ObjektID: 613-2305/2               | Križkova ul. 18 Standort KG: Kremnica Konskr.Nr.: 397      | Križko Pavol - 1841-1902,archivár                        | für den Archivar, Pädagogen und Historiker Pavol Križko, der hier gestorben ist.                                                               | č. NKP: 613-2305/2 Stand des NKP: 2012-02-08 Name: TABULA PAMÄTNÁ             |
| ja   | Datei hochladen | Bürgerhaus(sk) ObjektID: 613-2307/0                | Kutnohorská ul. 1 Standort KG: Kremnica Konskr.Nr.: 656    | vyhorený remeselnícky dom                                | | č. NKP: 613-2307/0 Stand des NKP: 2012-02-08 Name: DOM MEŠTIANSKY             |
| ja   | Datei hochladen | Bürgerhaus(sk) ObjektID: 613-2300/0                | Kutnohorská ul. 2 Standort KG: Kremnica Konskr.Nr.: 666    | nárožný                                                  | Eckhaus | č. NKP: 613-2300/0 Stand des NKP: 2012-02-08 Name: DOM MEŠTIANSKY             |
| ja   | Datei hochladen | Wohnhaus(sk) ObjektID: 613-3201/0                  | Kutnohorská ul. 3 Standort KG: Kremnica Konskr.Nr.: 657    | nájomný - nájomný dom                                    | Miethaus | č. NKP: 613-3201/0 Stand des NKP: 2012-02-08 Name: DOM BYTOVÝ                 |
| ja   | Datei hochladen | Bürgerhaus(sk) ObjektID: 613-2299/0                | Kutnohorská ul. 4 Standort KG: Kremnica Konskr.Nr.: 667    | nárožný                                                  | Eckhaus | č. NKP: 613-2299/0 Stand des NKP: 2012-02-08 Name: DOM MEŠTIANSKY             |
| ja   | Datei hochladen | Bürgerhaus(sk) ObjektID: 613-3200/0                | Kutnohorská ul. 5 Standort KG: Kremnica Konskr.Nr.: 658    | radový                                                   | Reihenhaus | č. NKP: 613-3200/0 Stand des NKP: 2012-02-08 Name: DOM MEŠTIANSKY             |
| ja   | Datei hochladen | Zeughaus(sk) ObjektID: 613-3193/0                  | Kutnohorská ul. 6 Standort KG: Kremnica Konskr.Nr.: 668    |                                                          | | č. NKP: 613-3193/0 Stand des NKP: 2012-02-08 Name: ZBROJNICA                  |
| ja   | Datei hochladen | Bürgerhaus(sk) ObjektID: 613-3194/0                | Kutnohorská ul. 8 Standort KG: Kremnica Konskr.Nr.: 669    | radový                                                   | Reihenhaus | č. NKP: 613-3194/0 Stand des NKP: 2012-02-08 Name: DOM MEŠTIANSKY             |
| ja   | Datei hochladen | Bürgerhaus(sk) ObjektID: 613-3199/0                | Kutnohorská ul. 9 Standort KG: Kremnica Konskr.Nr.:        | radový                                                   | Reihenhaus | č. NKP: 613-3199/0 Stand des NKP: 2012-02-08 Name: DOM MEŠTIANSKY             |
| ja   | Datei hochladen | Bürgerhaus(sk) ObjektID: 613-3198/0                | Kutnohorská ul. 11 Standort KG: Kremnica Konskr.Nr.: 661   | radový                                                   | Reihenhaus | č. NKP: 613-3198/0 Stand des NKP: 2012-02-08 Name: DOM MEŠTIANSKY             |
| ja   | Datei hochladen | Bürgerhaus(sk) ObjektID: 613-3195/0                | Kutnohorská ul. 12 Standort KG: Kremnica Konskr.Nr.: 671   | solitér                                                  | | č. NKP: 613-3195/0 Stand des NKP: 2012-02-08 Name: DOM MEŠTIANSKY             |
| ja   | Datei hochladen | Bürgerhaus(sk) ObjektID: 613-2301/0                | Kutnohorská ul. 13 Standort KG: Kremnica Konskr.Nr.: 662   | radový - Šarközyovský starý dom                          | Reihenhaus, altes Haus Šarközyov | č. NKP: 613-2301/0 Stand des NKP: 2012-02-08 Name: DOM MEŠTIANSKY             |
| ja   | Datei hochladen | Bürgerhaus(sk) ObjektID: 613-3196/0                | Kutnohorská ul. 14 Standort KG: Kremnica Konskr.Nr.: 672   | solitér                                                  | | č. NKP: 613-3196/0 Stand des NKP: 2012-02-08 Name: DOM MEŠTIANSKY             |
| ja   | Datei hochladen | Bürgerhaus(sk) ObjektID: 613-3197/0                | Kutnohorská ul. 15 Standort KG: Kremnica Konskr.Nr.: 663   | radový - Býv.Andorovský dom                              | Reihenhaus, ehem. Haus Andorov | č. NKP: 613-3197/0 Stand des NKP: 2012-02-08 Name: DOM MEŠTIANSKY             |
|      | Datei hochladen | Grab mit Grabstein(sk) ObjektID: 613-1297/0        | Langsfeldova ul. KG: Kremnica Konskr.Nr.:                  | Langsfeld J. - 1825-1849,ucitel,dôstoj.                  | des J. Langsfeld, Lehrer | č. NKP: 613-1297/0 Stand des NKP: 2012-02-08 Name: HROB S NÁHROBNÍKOM         |
| BW   | Datei hochladen | Handwerkerhaus(sk) ObjektID: 613-3382/0            | Langsfeldova ul. 19 Standort KG: Kremnica Konskr.Nr.:      |                                                          | | č. NKP: 613-3382/0 Stand des NKP: 2012-02-08 Name: DOM REMESELNÍCKY           |
| BW   | Datei hochladen | Getreidelager(sk) ObjektID: 613-3383/0             | Langsfeldova ul. 47 Standort KG: Kremnica Konskr.Nr.: 715  | kamen - komorská sýpka                                   | | č. NKP: 613-3383/0 Stand des NKP: 2012-02-08 Name: SÝPKA                      |
|      | Datei hochladen | Lampensäule(sk) ObjektID: 613-1240/0               | Nová dolina ul. KG: Kremnica Konskr.Nr.:                   | prícestný - Wetterkreuz                                  | | č. NKP: 613-1240/0 Stand des NKP: 2012-02-08 Name: STLP LAMPOVÝ               |
| BW   | Datei hochladen | Bergamt(sk) ObjektID: 613-3384/0                   | Nová dolina ul. 8 Standort KG: Kremnica Konskr.Nr.:        | Banský úrad                                              | | č. NKP: 613-3384/0 Stand des NKP: 2012-02-08 Name: BANSKÝ ÚRAD                |
|      | Datei hochladen | Kapelle(sk) ObjektID: 613-1238/0                   | Partizánska dolina ul. 0 KG: Kremnica Konskr.Nr.:          | r.k.sv.Anny                                              | römisch-katholische Kapelle St. Anna | č. NKP: 613-1238/0 Stand des NKP: 2012-02-08 Name: KAPLNKA                    |
|      | Datei hochladen | Denkmal(sk) ObjektID: 613-1296/0                   | Partizánska dolina ul. 0 KG: Kremnica Konskr.Nr.:          | padlí v SNP 11 - Popravení ucast.SNP                     | für 11 Gefallene des Nationalaufstandes | č. NKP: 613-1296/0 Stand des NKP: 2012-02-08 Name: POMNÍK                     |
| ja   | Datei hochladen | Wachturm(sk) ObjektID: 613-2271/1                  | SNP nám. Standort KG: Kremnica Konskr.Nr.:                 | brána dolná - Predsunutá veža+prejazd                    | unteres Tor, Außenposten Turm und Übergang | č. NKP: 613-2271/1 Stand des NKP: 2012-02-08 Name: BARBAKÁN                   |
| ja   | Datei hochladen | Denkmal(sk) ObjektID: 613-2912/0                   | SNP nám. 0 Standort KG: Kremnica Konskr.Nr.:               | úcastníci SNP                                            | für die Beteiligten am Nationalaufstand | č. NKP: 613-2912/0 Stand des NKP: 2012-02-08 Name: POMNÍK                     |
| ja   | Datei hochladen | Bürgerhaus(sk) ObjektID: 613-3181/0                | SNP nám. 3 Standort KG: Kremnica Konskr.Nr.: 37            | solitér                                                  | | č. NKP: 613-3181/0 Stand des NKP: 2012-02-08 Name: DOM MEŠTIANSKY             |
| ja   | Datei hochladen | Bürgerhaus(sk) ObjektID: 613-3180/0                | SNP nám. 5 Standort KG: Kremnica Konskr.Nr.: 38            | nárožný                                                  | Eckhaus | č. NKP: 613-3180/0 Stand des NKP: 2012-02-08 Name: DOM MEŠTIANSKY             |
| ja   | Datei hochladen | Stadtmauer(sk) ObjektID: 613-2271/2                | Štefánikovo nám. 0 Standort KG: Kremnica Konskr.Nr.:       |                                                          | | č. NKP: 613-2271/2 Stand des NKP: 2012-02-08 Name: MÚR HRADBOVÝ               |
| ja   | Datei hochladen | Bastion(sk) ObjektID: 613-2271/3                   | Štefánikovo nám. 0 Standort KG: Kremnica Konskr.Nr.:       | juhozápadná - Cierna veža                                | südwestliche, schwarzer Turm | č. NKP: 613-2271/3 Stand des NKP: 2012-02-08 Name: BAŠTA                      |
| ja   | Datei hochladen | Torturm(sk) ObjektID: 613-2271/8                   | Štefánikovo nám. 0 Standort KG: Kremnica Konskr.Nr.:       | južná - Dolná brána                                      | südlicher, unteres Tor | č. NKP: 613-2271/8 Stand des NKP: 2012-02-08 Name: VEŽA BRÁNOVÁ               |
| ja   | Datei hochladen | Figurengruppe(sk) ObjektID: 613-2280/0             | Štefánikovo nám. Standort KG: Kremnica Konskr.Nr.:         | sv.Trojica - Morový stlp                                 | heilige Dreifaltigkeit, Pestsäule | č. NKP: 613-2280/0 Stand des NKP: 2012-02-08 Name: SÚSOŠIE                    |
| ja   | Datei hochladen | Brunnen(sk) ObjektID: 613-2926/0                   | Štefánikovo nám. 0 Standort KG: Kremnica Konskr.Nr.:       |                                                          | | č. NKP: 613-2926/0 Stand des NKP: 2012-02-08 Name: FONTÁNA                    |
| ja   | Datei hochladen | Gedenkrathaus(sk) ObjektID: 613-2282/1             | Štefánikovo nám. 1 Standort KG: Kremnica Konskr.Nr.: 1     | sienový,solitér - dvojsienový meštiansky dom             | | č. NKP: 613-2282/1 Stand des NKP: 2012-02-08 Name: RADNICA PAMÄTNÁ            |
| ja   | Datei hochladen | Bürgerhaus(sk) ObjektID: 613-2282/2                | Štefánikovo nám. 1 Standort KG: Kremnica Konskr.Nr.: 1     | sienový,radový - Hinkohaus,mestský archív                | Reihenhaus, Stadtarchiv | č. NKP: 613-2282/2 Stand des NKP: 2012-02-08 Name: DOM MEŠTIANSKY             |
| ja   | Datei hochladen | Gedenktafel(sk) ObjektID: 613-2282/3               | Štefánikovo nám. 1 Standort KG: Kremnica Konskr.Nr.: 1     | oslobodenie                                              | für die Befreiung | č. NKP: 613-2282/3 Stand des NKP: 2012-02-08 Name: TABULA PAMÄTNÁ             |
| ja   | Datei hochladen | Rathaus(sk) ObjektID: 613-2282/4                   | Štefánikovo nám. 3 Standort KG: Kremnica Konskr.Nr.: 2     | solitér - dom na hradbách                                | Haus an der Mauer | č. NKP: 613-2282/4 Stand des NKP: 2012-02-08 Name: RADNICA                    |
| ja   | Datei hochladen | Gedenkbürgerhaus(sk) ObjektID: 613-2294/1          | Štefánikovo nám. 2 Standort KG: Kremnica Konskr.Nr.: 14    | radový - Bellov dom                                      | Reihenhaus, Haus Bellov | č. NKP: 613-2294/1 Stand des NKP: 2012-02-08 Name: DOM MEŠTIANSKY PAMÄTNÝ     |
| ja   | Datei hochladen | Gedenktafel(sk) ObjektID: 613-2294/2               | Štefánikovo nám. 2 Standort KG: Kremnica Konskr.Nr.: 14    | Bella J.L. - 1843-1936,skladatel                         | für Ján Levoslav Bella, Komponist | č. NKP: 613-2294/2 Stand des NKP: 2012-02-08 Name: TABULA PAMÄTNÁ             |
| ja   | Datei hochladen | Bürgerhaus(sk) ObjektID: 613-2293/0                | Štefánikovo nám. 4 Standort KG: Kremnica Konskr.Nr.: 15    | radový                                                   | Reihenhaus | č. NKP: 613-2293/0 Stand des NKP: 2012-02-08 Name: DOM MEŠTIANSKY             |
| ja   | Datei hochladen | Pfarrhof(sk) ObjektID: 613-2283/0                  | Štefánikovo nám. 5 Standort KG: Kremnica Konskr.Nr.: 3     | r.k.                                                     | römisch-katholische Pfarrei | č. NKP: 613-2283/0 Stand des NKP: 2012-02-08 Name: FARA                       |
| ja   | Datei hochladen | Bastion(sk) ObjektID: 613-2271/6                   | Štefánikovo nám. Standort KG: Kremnica Konskr.Nr.: 6       | juhovýchodná - Cervená veža                              | südöstliche, der rote Turm | č. NKP: 613-2271/6 Stand des NKP: 2012-02-08 Name: BAŠTA                      |
| ja   | Datei hochladen | Bürgerhaus(sk) ObjektID: 613-2284/1                | Štefánikovo nám. 7 Standort KG: Kremnica Konskr.Nr.: 4     | solitér                                                  | | č. NKP: 613-2284/1 Stand des NKP: 2012-02-08 Name: DOM MEŠTIANSKY             |
| BW   | Datei hochladen | Bürgerhaus(sk) ObjektID: 613-2284/2                | Štefánikovo nám. 9 Standort KG: Kremnica Konskr.Nr.:       | solitér                                                  | | č. NKP: 613-2284/2 Stand des NKP: 2012-02-08 Name: DOM MEŠTIANSKY             |
| ja   | Datei hochladen | Bürgerhaus(sk) ObjektID: 613-2296/0                | Štefánikovo nám. 10 Standort KG: Kremnica Konskr.Nr.: 18   | solitér - ubytovancie a školiace centrum                 | Unterkunft und Schulungszentrum | č. NKP: 613-2296/0 Stand des NKP: 2012-02-08 Name: DOM MEŠTIANSKY             |
| ja   | Datei hochladen | Bürgerhaus(sk) ObjektID: 613-2285/0                | Štefánikovo nám. 15 Standort KG: Kremnica Konskr.Nr.: 8    | solitér                                                  | | č. NKP: 613-2285/0 Stand des NKP: 2012-02-08 Name: DOM MEŠTIANSKY             |
| ja   | Datei hochladen | Bürgerhaus(sk) ObjektID: 613-2292/0                | Štefánikovo nám. 16 Standort KG: Kremnica Konskr.Nr.: 21   | radový - espresso Permoník                               | Reihenhaus, Espresso Permoník | č. NKP: 613-2292/0 Stand des NKP: 2012-02-08 Name: DOM MEŠTIANSKY             |
| BW   | Datei hochladen | Bastion(sk) ObjektID: 613-2271/7                   | Štefánikovo nám. 17 Standort KG: Kremnica Konskr.Nr.: 9    | južná - Biela veža,Hellov dom                            | südliche, weißer Turm, Haus Hella | č. NKP: 613-2271/7 Stand des NKP: 2012-02-08 Name: BAŠTA                      |
|      | Datei hochladen | Bastion(sk) ObjektID: 613-2271/5                   | Štefánikovo nám. KG: Kremnica Konskr.Nr.: 18               | severná,otvorená - Polkruhová bašta                      | nördliche, offene halbkreisförmige Bastion | č. NKP: 613-2271/5 Stand des NKP: 2012-02-08 Name: BAŠTA                      |
| ja   | Datei hochladen | Bürgerhaus(sk) ObjektID: 613-2281/1                | Štefánikovo nám. 19 Standort KG: Kremnica Konskr.Nr.: 10   | radový - Múzeum medailí a mincí                          | Reihenhaus, Museum der Münzen und Medaillen | č. NKP: 613-2281/1 Stand des NKP: 2012-02-08 Name: DOM MEŠTIANSKY             |
| ja   | Datei hochladen | Statue(sk) ObjektID: 613-2281/2                    | Štefánikovo nám. 19 Standort KG: Kremnica Konskr.Nr.: 10   | sv.Florián                                               | St. Florian | č. NKP: 613-2281/2 Stand des NKP: 2012-02-08 Name: SOCHA                      |
| ja   | Datei hochladen | Bürgerhaus(sk) ObjektID: 613-2287/0                | Štefánikovo nám. 21 Standort KG: Kremnica Konskr.Nr.: 11   | radový                                                   | Reihenhaus | č. NKP: 613-2287/0 Stand des NKP: 2012-02-08 Name: DOM MEŠTIANSKY             |
| ja   | Datei hochladen | Bürgerhaus(sk) ObjektID: 613-2291/0                | Štefánikovo nám. 22 Standort KG: Kremnica Konskr.Nr.: 24   | nárožný                                                  | Eckhaus | č. NKP: 613-2291/0 Stand des NKP: 2012-02-08 Name: DOM MEŠTIANSKY             |
| ja   | Datei hochladen | Münze(sk) ObjektID: 613-2278/1                     | Štefánikovo nám. 24 Standort KG: Kremnica Konskr.Nr.: 25   |                                                          | | č. NKP: 613-2278/1 Stand des NKP: 2012-02-08 Name: MINCOVNA                   |
| BW   | Datei hochladen | Münzwerkstatt(sk) ObjektID: 613-2278/2             | Štefánikovo nám. 24 Standort KG: Kremnica Konskr.Nr.: 25   |                                                          | | č. NKP: 613-2278/2 Stand des NKP: 2012-02-08 Name: DIELNE MINCOVNE            |
| BW   | Datei hochladen | Keller(sk) ObjektID: 613-3203/0                    | Štefánikovo nám. 34 Standort KG: Kremnica Konskr.Nr.:      |                                                          | | č. NKP: 613-3203/0 Stand des NKP: 2012-02-08 Name: PIVNICA                    |
| ja   | Datei hochladen | Konvent(sk) ObjektID: 613-2276/1                   | Štefánikovo nám. 36 Standort KG: Kremnica Konskr.Nr.: 31   | františkánsky                                            | Franziskanerkloster | č. NKP: 613-2276/1 Stand des NKP: 2012-02-08 Name: KONVENT                    |
| ja   | Datei hochladen | Kirche(sk) ObjektID: 613-2276/2                    | Štefánikovo nám. 36 Standort KG: Kremnica Konskr.Nr.: 30   | r.k.sv.Františka z Assisi - františkánsky                | Franziskanerkirche. Der Hauptaltar der Franziskanerkirche stammt von Franz Anton Maulbertsch und wurde in den Jahren 1796 und 1797 geschaffen. | č. NKP: 613-2276/2 Stand des NKP: 2012-02-08 Name: KOSTOL                     |
| ja   | Datei hochladen | Kapelle(sk) ObjektID: 613-2276/3                   | Štefánikovo nám. 36 Standort KG: Kremnica Konskr.Nr.: 30   | r.k.P.M.Loretánskej - loretánska kaplnka                 | römisch-katholische Kapelle Jungfrau Maria von Loreto                                                                                          | č. NKP: 613-2276/3 Stand des NKP: 2012-02-08 Name: KAPLNKA                    |
| BW   | Datei hochladen | Getreidespeicher(sk) ObjektID: 613-2276/4          | Štefánikovo nám. 36 Standort KG: Kremnica Konskr.Nr.: 31   | kamen - františkánska kláštorná sýpka                    | des Klosters | č. NKP: 613-2276/4 Stand des NKP: 2012-02-08 Name: SÝPKA                      |
| BW   | Datei hochladen | Bastion(sk) ObjektID: 613-2271/4                   | Štefánikovo nám. 36 Standort KG: Kremnica Konskr.Nr.: 31   | západná - Františkánska bašta                            | westliche, Franziskaner Bastion | č. NKP: 613-2271/4 Stand des NKP: 2012-02-08 Name: BAŠTA                      |
| ja   | Datei hochladen | Bürgerhaus(sk) ObjektID: 613-2290/0                | Štefánikovo nám. 38 Standort KG: Kremnica Konskr.Nr.: 32   | radový                                                   | Reihenhaus | č. NKP: 613-2290/0 Stand des NKP: 2012-02-08 Name: DOM MEŠTIANSKY             |
| ja   | Datei hochladen | Bürgerhaus(sk) ObjektID: 613-2289/0                | Štefánikovo nám. 40 Standort KG: Kremnica Konskr.Nr.: 33   | radový - polovnícka reštaurácia                          | Reihenhaus, Restaurant Jäger | č. NKP: 613-2289/0 Stand des NKP: 2012-02-08 Name: DOM MEŠTIANSKY             |
| ja   | Datei hochladen | Bürgerhaus(sk) ObjektID: 613-2288/0                | Štefánikovo nám. 42 Standort KG: Kremnica Konskr.Nr.: 34   | radový - gotic.dom,Varhanovský-elektro                   | Reihenhaus, Elektro-Varhanov, gotisches Haus                                                                                                   | č. NKP: 613-2288/0 Stand des NKP: 2012-02-08 Name: DOM MEŠTIANSKY             |
| ja   | Datei hochladen | Bergwerkshaus(sk) ObjektID: 613-3381/0             | Štúrova ul. 3 Standort KG: Kremnica Konskr.Nr.: 677        | kamen                                                    | | č. NKP: 613-3381/0 Stand des NKP: 2012-02-08 Name: DOM BANÍCKY                |
| ja   | Datei hochladen | Bürgerhaus(sk) ObjektID: 613-3380/0                | Štúrova ul. 7 Standort KG: Kremnica Konskr.Nr.: 679        | radový                                                   | Reihenhaus | č. NKP: 613-3380/0 Stand des NKP: 2012-02-08 Name: DOM MEŠTIANSKY             |
| ja   | Datei hochladen | Bürgerhaus(sk) ObjektID: 613-3379/0                | Štúrova ul. 9 Standort KG: Kremnica Konskr.Nr.: 680        | radový - Frolikánsky dom                                 | Reihenhaus, Haus Froliká | č. NKP: 613-3379/0 Stand des NKP: 2012-02-08 Name: DOM MEŠTIANSKY             |
| ja   | Datei hochladen | Kirche(sk) ObjektID: 613-2272/1                    | Zámocké nám. 1 Standort KG: Kremnica Konskr.Nr.: 568       | r.k.sv.Kataríny                                          | römisch-katholische Kirche St. Katharina | č. NKP: 613-2272/1 Stand des NKP: 2012-02-08 Name: KOSTOL                     |
| ja   | Datei hochladen | Umfassungsmauer(sk) ObjektID: 613-2272/2           | Zámocké nám. 1 Standort KG: Kremnica Konskr.Nr.: 568       | Hradbový a parkánový múr                                 | | č. NKP: 613-2272/2 Stand des NKP: 2012-02-08 Name: OPEVNENIE HRADU            |
| ja   | Datei hochladen | Karner(sk) ObjektID: 613-2272/3                    | Zámocké nám. 1 Standort KG: Kremnica Konskr.Nr.: 568       | sv.Ondrej - Kaplnka s osáriom                            | St. Andreas, Kapelle mit Ossarium | č. NKP: 613-2272/3 Stand des NKP: 2012-02-08 Name: KARNER                     |
|      | Datei hochladen | Rathaus(sk) ObjektID: 613-2272/4                   | Zámocké nám. 1 KG: Kremnica Konskr.Nr.: 568                |                                                          | | č. NKP: 613-2272/4 Stand des NKP: 2012-02-08 Name: RADNICA                    |
|      | Datei hochladen | Statue(sk) ObjektID: 613-2272/5                    | Zámocké nám. 1 KG: Kremnica Konskr.Nr.: 568                | Panna Mária-Immaculata - Nepoškvrnená Panna Mária        | unbefleckte Jungfrau Maria | č. NKP: 613-2272/5 Stand des NKP: 2012-02-08 Name: SOCHA                      |
| ja   | Datei hochladen | Burghofbastion(sk) ObjektID: 613-2272/6            | Zámocké nám. 1 Standort KG: Kremnica Konskr.Nr.: 568       | Banícka bašta                                            | Bergbaubastion | č. NKP: 613-2272/6 Stand des NKP: 2012-02-08 Name: BAŠTA PARKANOVÁ            |
| ja   | Datei hochladen | Turmeingang mit Treppe(sk) ObjektID: 613-2272/7    | Zámocké nám. 1 Standort KG: Kremnica Konskr.Nr.: 568       | južná - Farská veža                                      | südlicher, Farská Turm | č. NKP: 613-2272/7 Stand des NKP: 2012-02-08 Name: VEŽA VSTUPNÁ SO SCHODISKOM |
| ja   | Datei hochladen | Torturm(sk) ObjektID: 613-2272/8                   | Zámocké nám. 1 Standort KG: Kremnica Konskr.Nr.: 568       | severná,vstupná                                          | Nordeingang | č. NKP: 613-2272/8 Stand des NKP: 2012-02-08 Name: VEŽA BRÁNOVÁ               |
| ja   | Datei hochladen | Burgturm(sk) ObjektID: 613-2272/9                  | Zámocké nám. 1 Standort KG: Kremnica Konskr.Nr.: 568       | Malá veža, Türl,Hodinová veža                            | kleiner Turm, Uhrturm | č. NKP: 613-2272/9 Stand des NKP: 2012-02-08 Name: VEŽA HRADNÁ                |
|      | Datei hochladen | Parkan?(sk) ObjektID: 613-2272/10                  | Zámocké nám. 1 KG: Kremnica Konskr.Nr.: 568                | priestor v hradbách                                      | Platz hinter der Mauer | č. NKP: 613-2272/10 Stand des NKP: 2012-02-08 Name: PARKAN                    |
| BW   | Datei hochladen | Bürgerhaus(sk) ObjektID: 613-3191/0                | Zámocké nám. 7 Standort KG: Kremnica Konskr.Nr.: 571       |                                                          | | č. NKP: 613-3191/0 Stand des NKP: 2012-02-08 Name: DOM MEŠTIANSKY             |
| BW   | Datei hochladen | Gedenkhaus(sk) ObjektID: 613-2915/1                | Zechenterova ul. 5 Standort KG: Kremnica Konskr.Nr.: 328   | sov.armádne velitelstvo                                  | für das sowjetische Armeehauptquartier | č. NKP: 613-2915/1 Stand des NKP: 2012-02-08 Name: DOM BYTOVÝ PAMÄTNÝ         |
| BW   | Datei hochladen | Gedenktafel(sk) ObjektID: 613-2915/2               | Zechenterova ul. 5 Standort KG: Kremnica Konskr.Nr.: 328   | sov.armádne velitelstvo                                  | für das sowjetische Armeehauptquartier | č. NKP: 613-2915/2 Stand des NKP: 2012-02-08 Name: TABULA PAMÄTNÁ             |

## Legende
Die Tabelle enthält im Einzelnen folgende Informationen:
| Foto:                    | Fotografie des Denkmals. |
| Denkmal / č. ÚZPF:       | Die Übersetzung der Bezeichnung des Denkmals, wie sie vom Slowakischen Denkmalamt (Pamiatkový úrad Slovenskej republiky) verwendet wird. Die Originalbezeichnung ist unter dem Fragezeichen angegeben. Fehlt die Übersetzung, so wird die Originalbezeichnung direkt angezeigt. Weiters ist die Objekt-Identifikationsnummer (Objekt ID) angeführt. Sie ist die offizielle, in der Slowakei eindeutige Nummer č. ÚZPF inklusive der zugehörigen Zählnummer, wie sie in den Daten des Denkmalamtes angegeben wird. Da diese nur innerhalb eines Landkreises gezählt wird, ist dessen Nummer der Denkmalnummer vorangestellt. |
| Standort:                | Wenn in der Liste vorhanden, ist die Adresse angegeben. In Klammern kann sich noch eine zusätzliche Adresse befinden, wenn es beispielsweise ein Eckhaus ist. Bei freistehenden Objekten ohne Adresse (zum Beispiel bei Bildstöcken) ist eine Adresse angegeben, die in der Nähe des Objekts liegt. Durch Aufruf des Links Standort wird die Lage des Denkmals in verschiedenen Kartenprojekten angezeigt. Darunter sind die Katastralgemeinde (KG) und, wenn vorhanden, die Konskriptionsnummer (Konskr. Nr.) angegeben.                                                                                                   |
| Offizielle Beschreibung: | Es ist die Kurzbeschreibung auf Slowakisch, wie sie in den offiziellen Listen angegeben ist, eingetragen. |
| Beschreibung:            | Kurze Angaben zum Denkmal auf Deutsch. |
| Metadaten:               | Zusätzlich werden, wenn in den persönlichen Einstellungen das Helferlein Dauerhaftes Einblenden von Metadaten aktiviert ist, ebensolche angezeigt. |

- Karte mit allen Koordinaten:
- OSM |
- WikiMap